# Cá miễn sành bốn gai
Cá miễn sành bốn gai hay cá bánh đường bốn gai (Danh pháp khoa học: Argyrops spinifer) là một loài cá biển trong họ Sparidae, phân bố ở Ấn Độ Dương và Thái Bình Dương; từ Hồng Hải và duyên hải phía đông châu Phi kéo dài về phía đông tới Philippines, Indonesia, Malaysia, Nhật Bản và đông bắc Australia. Ở Việt Nam, cá phân bố ở khắp các vùng biển. Đây là loài cá có giá trị kinh tế, mùa vụ khai thác quanh năm.
Tên thường gọi trong tiếng Anh: king soldier bream, Bowen snapper, frying-pan snapper, frypan bream, long-spined red bream, longfin snapper, longspine seabream và red bokako.

## Đặc điểm
Kích cỡ cá từ 200–350 mm. Thân rộng và rất cao, độ cao của đầu hơn chiều dài đầu. Đầu và thân thường có màu trắng bạc với các chấm đỏ ở mép dưới và ở đầu. Thường màu đỏ ở các mép. Tất cả các vẩy đều màu đỏ. Mình có một vài chấm đỏ. Vây lưng mở rộng và sắc có từ 11 đến 12 chiếc vây cứng và 10 chiếc vây mềm, hai chiếc vây đầu tiên rất ngắn, chiếc vây thứ 3 đến thứ 5 mở rộng và dài, một số loài còn đến chiếc vây thứ 7. Các hàng vây mềm thường tương đương về chiều dài. Vây hậu môn có 8-9 chiếc, chiếc thứ nhất thường ngắn, chiếc thứ 2 và 3 thường tương đương nhau về chiều dài.